# Мануцио, Паоло
Паоло Мануцио (итал. Paolo Manuzio, лат. Paulus Manutius; 1512—1574) — венецианский издатель и гуманист, третий сын знаменитого издателя Альда Мануция и его жены Марии Торрезано.

## Биография
Альд Мануций умер, когда его сыну было всего два года, поэтому дед и два дяди Паоло из семьи Азолани приняли на себя руководство издательством. После завершения образования, в 1533 году Паоло возглавил отцовское предприятие, дела которого были испорчены отказом старшего поколения сотрудничать с компетентными редакторами. Паоло принял решение возродить репутацию издательства и, разделив компанию со своим дядей, сосредоточился на издании латинских классиков. Он был страстным поклонником Цицерона и, возможно, важнейшим его вкладом в науку стали исправленные издания писем и речей Цицерона (Epistolae ad familiares в 1540, Epistolae ad Atticum и Epistolae ad Marcum Iunium Brutum et ad Quintum Ciceronem fratrem в 1547), а также его собственные послания в цицероновском стиле и латинский перевод Филиппик Демосфена (Demosthenis orationes quattuor contra Philippum, 1549).
В течение своей жизни он сочетал занятия с исследованиями, оставив четыре изящных латинских трактата о римских древностях, и издательской деятельностью. Его точные издания классиков, выполненные в роскошном стиле, высоко ценились, хотя и не всегда хорошо продавались. В 1556 году он получил исключительную для того времени поддержку Венецианской академии Федериго Бадоаро, прекратившей своё существование в 1562 году.
Основанные при поддержке Паоло его братом, Антонио, умершим в 1559 году, типография и книжный магазин в Болонье стали источником проблем и расходов в последние годы жизни издателя. Другим источником денежных затруднений стал контракт на поставку рыбы в Венецию, неизвестно по какой причине заключенный Паоло с венецианским правительством.
В 1561 году папа Пий IV пригласил Паоло в Рим, предложив годовое жалование в 500 дукатов с тем, чтобы он перенёс туда свою издательскую деятельность, доходы от которой должны были разделяться между Мануцио и Апостольской Палатой. Паоло согласился на это приглашение и провёл в Риме, с переменным успехом, значительную часть своей жизни. Болезни, коммерческие интересы, требующие присутствия в Венеции, отсутствие интереса со стороны Пия V, заставили его покинуть Рим. Ватикан стремился эффективно использовать печатное слово в борьбе с растущим влиянием протестантских изданий из-за Альп, поэтому мануциевское Stamperia del popolo romano печатало преимущественно латинские теологические труды и библейскую или патристическую литературу. В частности, им были изданы De Concilio и Reformatio Angliae Реджинальда Поула (обе в 1562 году) и официальные издания Тридентского собора Canones et decreta (в 1564 году), Индекс запрещённых книг (1564), Римский Катехизис (1566) и Breviarium Romanum (1568).

## Семья
Паоло женился на Катерине Одони в 1546 году. У них было три сына и одна дочь. Их старший сын, Альд Младший (1547—1597), наследовал ему в качестве управляющего венецианской типографией, после того как его отец поселился в Риме.